# Ніч у барі Мак-Кула
«Ніч у барі Мак-Кула» (англ. One Night at McCool's) — американська чорна кінокомедія 2001 року режисера Гаральда Цварта, знята за сценарієм Стена Сайдела, з Лів Тайлер, Меттом Діллоном, Полом Райзером, Джоном Гудменом й Майклом Дугласом у головних ролях.

## Сюжет
Красуня Джул (Лів Тайлер) в парі з якимсь відмороженим типом на прізвисько Юта займаються дрібним грабежем. Джул завдяки своїй привабливості працює як наживка, заманюючи чергового клієнта. Коли справа доходить до відбирання власності, в справу вступає Юта.
Молодий чоловік на ім'я Ренді (Метт Діллон) працює барменом в нічному закладі та одного разу опиняється у подібній ситуації. Однак на цей раз все пішло не як звичайно, і ситуація загрожувала вийти з-під контролю, коли розлючений Юта взявся за Ренді серйозно. Джул вбиває свого напарника, і з цього моменту життя Ренді кардинально змінюється: зваблива Джул оселяється в його будинку та прагне здійснити свої заповітні мрії. Паралельно ведеться розслідування вбивства, в ході якого Джул знайомиться з детективом Делінгом і буквально зводить його з розуму. Потім Ренді знайомить Джул з сім'єю свого двоюрідного брата — адвоката Карла Гардінга, який також втрачає голову від Джул. Вона успішно чергує побачення з трьома персонажами, і ніхто з них не підозрює про це.
Всю історію, що розгорнулася у фільмі, Ренді розповідає якомусь містеру Бурмейстеру (Майкл Дуглас), який за певну суму береться позбавити хлопця від Джул і тяжких змін, які на нього звалилися. Паралельно детектив Делінг (Джон Гудмен) розповідає про події своєму другу — пастору Джиммі (Річард Дженкінс), і, нарешті, адвокат Карл (Пол Райзер) відверто говорить про все, що сталося, зі своїм психоаналітиком (Ріба Макінтайр).
Три лінії, постійно переплітаючись, ведуть до фінальної сцени за участю всіх персонажів і в підсумку — до несподіваної розв'язки.

## У ролях
| Актор             | Роль               |
| ----------------- | ------------------ |
| Метт Діллон       | Ренді              |
| Лів Тайлер        | Джул               |
| Пол Райзер        | Карл               |
| Джон Гудмен       | детектив Делінг    |
| Майкл Дуглас      | містер Бурмейстер  |
| Річард Дженкінс   | пастор Джиммі      |
| Ріба Макінтайр    | доктор Грін        |
| Ендрю Дайс Клей   | Юта / Елмо         |
| Лео Россі         | Джої Дінардо       |
| Андреа Бендевальд | Карен              |
| Сенді Мартін      | ведуча гри у бінго |
| Гелен Гант        | водій вантажівки   |

## Виробництво
Сценарист Стен Сайдел, який помер до виходу фільму, черпав велику частину матеріалу для стрічки з часів Ренді Дана як бармен у барі Humphrey's Restaurant & Tavern, розташованому посеред університету Сент-Луїс.

## Домашнє відео
Фільм вийшов на VHS і DVD 9 жовтня 2001 року, дистриб'ютор — компанія USA Home Entertainment.

## Сприйняття
Фільм отримав від змішаних до поганих відгуків (Rotten Tomatoes оцінив його на 33 %), Роджер Еберт сказав, що фільм «настільки зайнятий своєю наскрізною структурою та своїми взаємопов'язаними історіями, що насправді він нікого не дає нам сприймати», але «це дуже весело, перебувати на межі промаху».